# IC 2177
IC 2177 — область туманности вдоль границы созвездий Единорога и Большого Пса. Представляет собой почти круглую область H II вокруг Be-звезды, молодого голубого гиганта HD 53367,, эта звезда является главным компонентом двойной системы, которая включает в себя эту и меньшую звезду, окруженную протопланетным диском. Эта звездная система является частью OB-ассоциации Большой Пёс R1, подгруппы более обширной ассоциации Большой Пёс OB1, главной особенностью которой является связь с обширными отражающими туманностями. Туманность открыл валлийский учёный Айзек Робертс, он описал её как "достаточно яркую, очень крупную, нерегулярно круглую и очень разреженную.". Туманность имеет округлую форму с плотной темной полосой, проходящей через неё с севера, и яркой дугообразной полосой, которая простирается в южном направлении. Масса облака составляет около 16 тысяч масс Солнца.
Название Туманность Чайка иногда применяется к данной области астрономами-любителями, хотя такое название соответствует ещё и ближайшим областям рассеянных скоплений, пылевым облакам и отражательным туманностям. Такой регион включает рассеянные скопления NGC 2335, NGC 2343, NGC 2353, немного севернее находится M 50.
Туманность NGC 2327 находится в области IC 2177. Эта туманность также известна как Голова Чайки, вследствие своего положения в Туманности Чайка.

## Галерея

Туманность Чайка, снимок VST OmegaCAM.